# Jan de Vries (taalkundige)
Jan Pieter Marie Laurens de Vries (Amsterdam, 11 februari 1890 - Utrecht, 23 juli 1964) was een Nederlands germanist en volkskundige.

## Leven
Jan de Vries was een zoon van hoofdonderwijzer Laurens de Vries en Anthonetta Christina Vermast. Op 19 oktober 1915 huwde hij met Maria Machteld Vogel. Uit dit huwelijk werden een zoon en twee dochters geboren. Van 1926 tot 1946 was hij hoogleraar aan de Rijksuniversiteit Leiden. Deze positie verloor hij vanwege zijn collaboratie met de Duitse bezetter gedurende de Tweede Wereldoorlog. Hij was geen lid van de NSB, maar gaf in radiolezingen en in publicaties duidelijk te kennen dat hij sympathiseerde met het nationaalsocialisme. De Vries was onder meer lid van de Nederlandsche Kultuurraad, vicepresident van de Nederlandse Kultuurkamer en begunstiger van de Germaansche SS. In september 1944 (Dolle Dinsdag) vluchtte hij met zijn vrouw naar Leipzig in Duitsland. Van oktober 1946 tot juni 1948 bracht hij in gevangenschap door, onder meer in Kamp Vught. Hij werd uitgesloten van actief en passief kiesrecht. Van 1948 tot 1955 was De Vries vervolgens leraar Nederlands in Oostburg, Zeeuws-Vlaanderen. Een opgelegd publicatieverbod ontweek hij door zijn boeken in West-Duitsland te publiceren.

## Werken
Zijn bijzondere belangstelling ging uit naar Germaanse mythologie, etymologie en volksetymologie en plaatsnaamkunde.
In de jaren 1930 verdiepte hij zich in de volkskunde, waar hij zich afzette tegen de dominante visie van de Nijmeegse hoogleraar Jos. Schrijnen. Tegenover diens streven om met de "Commissie voor Volkskunde" een volkskunde-atlas te ontwikkelen, richtte De Vries een alternatieve Inter-Academische Commissie op met een gelijkluidend doel. Door de dood van Schrijnen kwam aan de controverse een einde: Jan de Vries werd benoemd tot zijn opvolger als voorzitter van de Commissie voor Volkskunde.
Van 1932 tot 1938 werd onder zijn leiding de vijfde editie van de Grote Winkler Prins Encyclopedie uitgebracht.
De Vries is in bredere kring bekend geworden met zijn Etymologisch Woordenboek (1958), dat overigens slechts een voorzet was tot het grote Nederlands etymologisch woordenboek, dat vanaf 1963 tot 1971 in afleveringen verscheen en waaraan hij in zijn laatste jaren werkte. Het werd na zijn overlijden voltooid door F. de Tollenaere naar aantekeningen die De Vries had nagelaten.

## Bibliografie

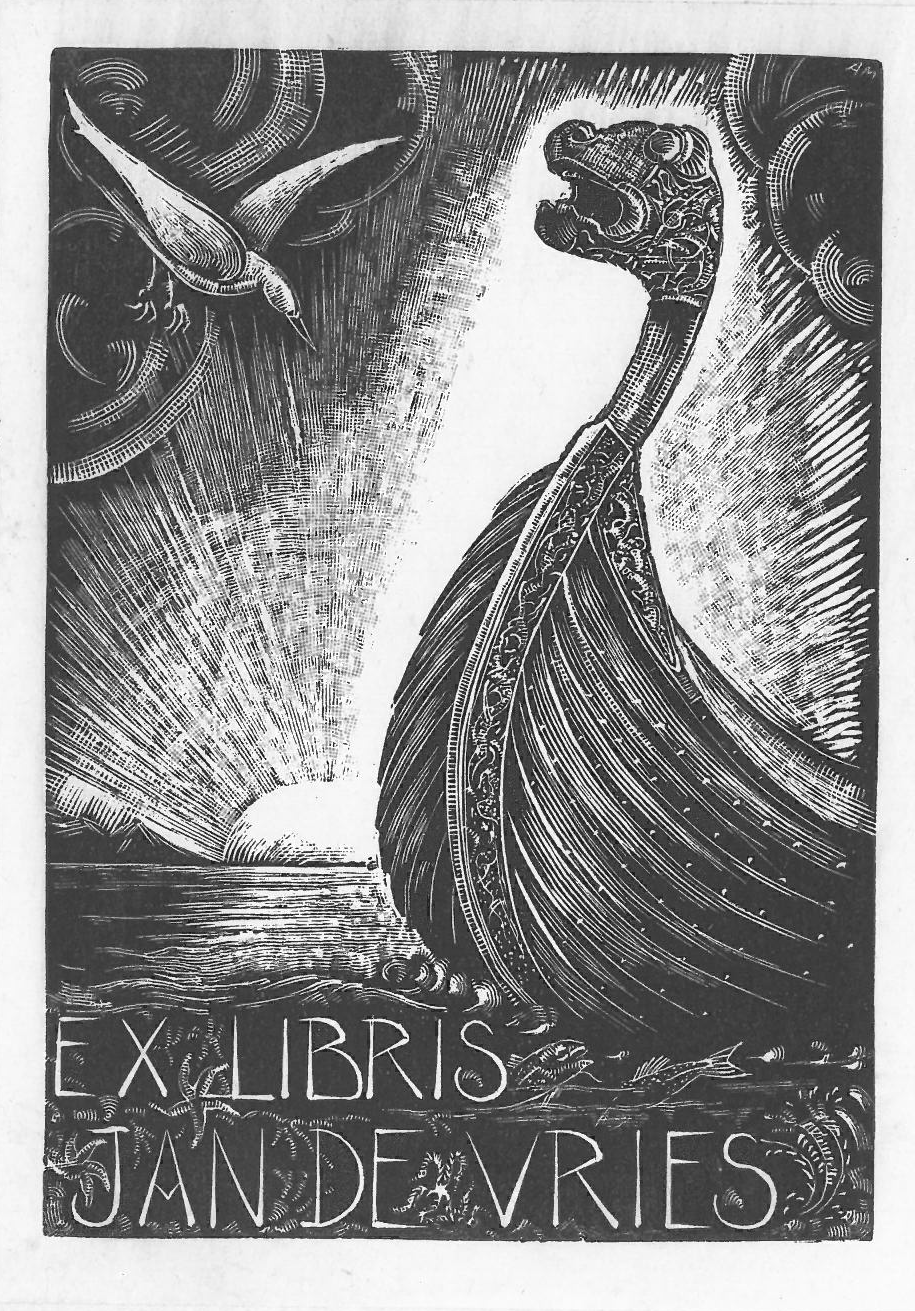
Exlibris van Jan de Vries